# Damnation
Damnation je sedmi studijski album švedskog heavy metal-sastava Opeth. Diskografske kuće Music for Nations i Koch Records objavile su ga 22. travnja 2003., pet mjeseci nakon albuma Deliverance snimljenog u isto vrijeme. Producent Damnationa jest Steven Wilson. Mikael Åkerfeldt posvetio je oba albuma svojoj baki, koja je umrla u prometnoj nesreći dok ih je skupina snimala.
Album je predstavio nagli odmak od tipičnog Opethovog death metal-stila i prvi je njegov uradak na kojem su prisutni samo čisti vokali, gitare koje nisu distorzirane i na kojem se veća uloga predaje mellotronu, ali je i prvi nadahnut progresivnim rockom iz sedamdesetih godina 20. stoljeća, u kojem uglavnom nema žestokih rifova i brzih tempa. Iako se u glazbenom stilu razlikovao od prethodnih albuma, Damnation je dobio pohvale kritičara i povećao je popularnost skupine, što je krajem 2003. dovelo do objave DVD-a Lamentations.

## O albumu
Nakon što je 2001. objavio Blackwater Park, Opeth je otišao na sjevernoameričku i europsku turneju. Mikael Åkerfeldt tad je počeo skladati raznolike nove pjesme. Jonas Renkse iz sastava Katatonia predložio je da se različite skladbe objave na dvama različitim albumima. Music for Nations složio se s time pod uvjetom da se ta dva uratka u ugovoru računaju kao jedan album i da joj tako isplati budžet samo za jedan.
Deliverance i Damnation snimljeni su u isto vrijeme, tijekom ljeta 2002. Sastav i Steven Wilson, koji se pojavio i kao gostujući pjevač, gitarist i klavijaturist, zajedno su zaslužni za produkciju na Damnationu, dok je uradak miksao i masterirao sam Wilson. Kao što je bio slučaj i na Deliveranceu, Travis Smith ponovno je izradio naslovnicu i ilustracije. 
Godine 2006. Sony Music ponovno je objavio album. Devet godina poslije Deliverance i Damnation objavljeni su zajedno kao album na dvama CD-ovima i dvama DVD-ovima odnosno kao box set s trima gramofonskim pločama; na toj su inačici albuma za novi miks zaslužni Steven Wilson i Bruce Soord, a nove je ilustracije izradio Travis Smith.

## Glazbeni stil
Damnation prikazuje blaži Opethov glazbeni stil bez utjecaja metala, distorziranih gitara i grubih vokala. Mikael Åkerfeldt pjeva emotivno, na atmosferičnim i melankoličnim skladbama uglavnom su prisutne akustične gitare, klavir i mellotron, a one su same sporijeg tempa i stoga "gotovo ogoljena i usporenija inačica [Opethovog] izvornog zvuka". Novinari su uspoređivali uradak s radom skupine Porcupine Tree.

## Popis pjesama
Tekstovi: Mikael Åkerfeldt, osim za pjesmu "Death Whispered a Lullaby", koju je napisao Steven Wilson, glazba: Åkerfeldt.
| 1.    | »Windowpane«                    | 7:44 |
| 2.    | »In My Time of Need«            | 5:50 |
| 3.    | »Death Whispered a Lullaby«     | 5:49 |
| 4.    | »Closure«                       | 5:16 |
| 5.    | »Hope Leaves«                   | 4:30 |
| 6.    | »To Rid the Disease«            | 6:21 |
| 7.    | »Ending Credits« (instrumental) | 3:40 |
| 8.    | »Weakness«                      | 4:09 |
| 43:19 |                                 |      |

## Recenzije
U recenziji za Sputnikmusic Mike Stagno napisao je da je Damnation album progresivnoga rocka koji potpuno napušta elemente ekstremnog metala prijašnjih Opethovih uradaka i da je jedan od najboljih nedavno objavljenih albuma. Ned Raggett iz Pitchfork Medije također je napomenuo da je album uspješan bez Opethovih prijašnjih elemenata death metala i da prikazuje tehničke sposobnosti svakog člana sastava na onome što je "najzanimljiviji i najneobičniji album" u Opethovoj diskografiji.
Wolfgang Schäfer iz Rock Harda komentirao je da Damnation "nije postao hit kojemu smo se nadali. K tome, na albumu nedostaje odličnih ideja i čarobnih trenutaka, pogotovo na njegovoj drugoj polovici." Henning Mangold iz Baby Blue Seitena smatrao je da su "neki dijelovi preblagi", no Horst Straske pohvalio je "atmosferičnost albuma" te "pažljivi i emotivni rast nemira" u skladbama. Eduardo Rivadavia sa stranice AllMusic pohvalio je "izvrsno skladane pjesme". Rouven Dorn s internetske stranice powermetal.de izjavio je da je Damnation "album koji je toliko dubok da se možete utopiti u njemu" i da "označava prekretnicu za sastav, to je vrhunac njegove kreativnosti".
Godine 2014. TeamRock je uvrstio Damnation na 91. mjesto popisa "100 najboljih prog-albuma svih vremena" i komentirao je: "Damnation, prvi Opethov album koji je potpuno napustio metal, pokorio je svojeg žešćeg brata Deliverancea tako što je istaknuo Åkerfeldtovo izvanredno skladanje pjesama".
Mike Portnoy, bivši bubnjar Dream Theatera, naveo je album na svojem popisu najboljih albuma iz 2003.

## Zasluge
| Opeth - Mikael Åkerfeldt – vokali, gitara - Peter Lindgren – gitara - Martín Méndez – bas-gitara - Martin Lopez – bubnjevi | Dodatni glazbenici - Steven Wilson – prateći vokali, klavir, mellotron, Fender Rhodes, produkcija, inženjer zvuka, miksanje, mastering Ostalo osoblje - Travis Smith – ilustracije |